# Містер Мільярд
Містер Мільярд — комедійний фільм 1977 року.

## Сюжет
Комедія про молодого чоловіка, простого автослюсаря з Італії, що успадкував величезну імперію бізнесу після смерті його американського дядечка. Для того, щоб вступити в права спадку, йому потрібно з'явитися в Сан-Франциско не пізніше, ніж через двадцять днів. І як водиться, безліч негідників намагається йому завадити.